# کیزیل‌دره (جیحان)
کیزیل‌دره (به ترکی استانبولی: Kızıldere) یک منطقهٔ مسکونی در ترکیه است که در جیحان واقع شده‌است.